# Egoexpress
Egoexpress est un groupe allemand de musique électronique, originaire de Hambourg.

## Histoire
Le groupe est formé en 1995 par les musiciens hambourgeois Mense Reents (également dans Die Goldenen Zitronen et Stella) et Jimi Siebels alias Jimi Orgl (également dans le groupe Sand11). Les deux musiciens étaient issus du milieu de la Hamburger Schule. Siebels jouait auparavant, avec son frère Jakobus Durstewitz, qui est membre du groupe JaKönigJa, dans Das Neue Brot. Au début des années 1990, Reents jouait de la guitare basse dans les groupes Huah! et Die Regierung.
Issu du milieu indie, Egoexpress aborde la musique électronique house et grâce à leur esthétique sonore rock développée très tôt et à leurs prestations live inhabituelles à l'époque pour des projets électroniques. À l'année de sa création, le groupe est hébergé par le label hambourgeois Ladomat2000, qui est un sous-label de L'Âge d'or. En plus de leurs propres publications, Reents et Siebels sont considérés comme des remixeurs très demandés par de nombreux artistes. Ils remixeront notamment pour Bob Sinclar, Die Sterne, Deichkind, DJ Phono, Fischmob,  Discotizer, Rocko Schamoni, Miss Kittin, Tocotronic, Andreas Dorau, Tomcraft, Mitte Karaoke, Einmusik, Jens Friebe, Kid Alex.

## Discographie
- 1995 : Egoexpress
- 1995 : Egoexpress zwei
- 1996 : Foxy (LP)
- 1996 : Telefunken
- 1997 : We Are Here (EP)
- 1998 : Telefunken (EP)
- 1999 : Bieker (LP)
- 2000 : Here Comes the Night
- 2000 : Weiter[2]
- 2005 : KNARTZ IV (EP)
- 2005 : Aranda (EP)
- 2005 : Hot Wire My Heart (LP/CD)
- 2006 : We Do Wie du/Hot Wire My Heart (DoLP/DoCD)[3],[4]